# Сорочье (Астраханская область)
Сорочье  — село в Володарском районе Астраханской области России. Входит в состав Цветновского сельсовета. Население — 945 человек (2010) .

## География
Село находится в юго-восточной части Астраханской области, в дельте реки Волги, на острове, образованном рекой Сарбай и ериком Сорочий.
Уличная сеть
состоит из четырёх географических объектов, три из которых посвящены выдающимся сынами казахского народа: ул. А.Кунанбаева, ул. И.Алтынсарина, ул. Т.Джумагалиева и одна географической реалии: ул. Полевая.
Абсолютная высота — 23 метра ниже уровня моря.
Климат
умеренный, резко континентальный, характеризуется высокими температурами летом и низкими — зимой, малым количеством осадков, а также большими годовыми и летними суточными амплитудами температуры воздуха.

## Население
| 2002 | 2010 |
| ---- | ---- |
| 944  | ↗945 |

Национальный и гендерный состав
По данным Всероссийской переписи, в 2010 году численность населения села составляла 945 человек (462 мужчины и 483 женщины, 48,9 и 51,1 %% соответственно).
Согласно результатам переписи 2002 года, в национальной структуре населения казахи составляли 100 % от 940 жителей.

## Транспорт
Паромная переправа «Сорочье», с выходом на автодорогу регионального уровня 12 ОП РЗ 12Н 031 Володарский — Цветное. Остановка общественного транспорта «Поворот на Сорочье».